# Suetoni
Gai Suetoni Tranquil, en llatí Gaius Suetonius Tranquillus (70 - 126), fou un escriptor llatí de l'època imperial, exponent fonamental del gènere biogràfic.

## Biografia
Nascut a l'entorn del 70 en un lloc imprecís del Laci, en una familia d'equites. El pare, Suetoni Letus, era un tribú militar.
Estudià retòrica i jurisprudència, arribant a ser advocat. Va ocupar càrrecs importants sota l'emperador Trajà, i bastants més sota Hadrià, passant a formar part del personal amb contacte més directe amb l'emperador. Fou, de fet, el seu secretari personal (magister epistolarum), i en tal qualitat tenia accés als documents més importants dels arxius imperials.
Amic i corresponsal de Plini el Jove, fou a instàncies seves que aquest darrer va esdevenir governador de Bitínia.
No es tenen massa més dades certes de la seva vida. Tot i que es desconeix la data de la seva mort, aquesta està establerta per alguns al voltant del 126, mentre que d'altres la situen una quinzena d'anys després, a l'entorn del 140.

## Obres

### De viris illustribus
El De viris illustribus ('Els homes famosos'), que té el seu clar precedent en Corneli Nepot, analitza les figures i les personalitats il·lustres subdividint-les en cinc categories: poetes, oradors, historiadors, filòsofs, gramàtics i retòrics (aquests dos grups formant una sola categoria). De l'obra, se'n conserva gairebé intacta només la secció reservada als gramàtics i als retòrics, tot i mancar-ne la part final.
Després d'un índex en què indica els escriptors que hi seran tractats, Suetoni ofereix breus retrats (alguns de molt breus) de cadascú, que han contribuït al desenvolupament de l'estudi de la gramàtica a Roma. L'atenció se centra a referir les novetats que cada gramàtic ha aportat, més que no en les seves dades biogràfiques.
De les altres seccions del De viris illustribus, en resten només algunes vides, la real atribució de les quals a Suetoni tampoc és, per altra banda, pacífica entre els diversos estudiosos. Pot remarcar-se la vida de Terenci (que constitueix la font del comentari d'Eli Donat a les comèdies terencianes, la vida de Quint Horaci Flac i la de Lucà. També formaria part del De poetis la vida de Virgili, de la qual procedeixen els comentaris de Donat a tal poeta.

### De vita Caesarum
Les Vides dels dotze cèsars són molt més extenses i han arribat als nostres dies gairebé completes (manca només una breu part inicial). Comprenen, en ordre cronològic, el retrats biogràfics de Cèsar, Cèsar August, Tiberi, Calígula, Claudi, Neró, Galba, Otó, Vitel·li, Vespasià, Titus i Domicià.
En l'anàlisi de cada emperador Suetoni segueix un esquema que es manté constant, tot i que no de manera rígida, ja que l'autor la modifica segons les seves necessitats: descripció dels orígens familiars, carrera abans de l'ascensió al poder, vida pública i qüestions relatives a Roma, vida privada, aspecte físic i darrers dies abans de la mort.
Com a membre de la cort imperial, Suetoni tenia a la seva disposició documents de primera mà (decrets, senatus consulta, actes del senat...), tots aquests fonts molt útils per a la seva obra, i que són molt útils als historiadors moderns per a la reconstrucció del període. També se serví de fonts no oficials, com escrits propagandístics i difamatoris, i fins i tot de testimonis orals, a fi d'alimentar el gust per l'anècdota i la curiositat, a què dedica un ampli espai, i que alguns li retreuen com a defecte i d'altres li lloen com a qualitat.